# Koloonella moniliformis
Koloonella moniliformis is een slakkensoort uit de familie van de Pyramidellidae. De wetenschappelijke naam van de soort is voor het eerst geldig gepubliceerd in 1891 door Hedley & Musson.